# Словакия на зимних Олимпийских играх 2002
Словакия принимала участие в Зимних Олимпийских играх 2002 года в Солт-Лейк-Сити (США), но не завоевала ни одной медали. В состав сборной вошло 49 спортсменов, 38 мужчин и 11 женщин. Самым возрастным спортсменом стал бобслеист Брано Прилозний (33 года и 289 дней), а самым молодым стала горнолыжница Вероника Зузулова (17 лет и 220 дней).

## Состав сборной
Биатлон
1. Марек Матяшко
2. Татьяна Кутликова
3. Сона Михокова
4. Анна Муринова
5. Марцела Павковчекова
6. Мартина Яшицова

 Горнолыжный спорт
1. Иван Геймшилд
2. Михал Райчан
3. Вероника Зузулова

 Бобслей
1. Мариан Вандерка
2. Роберт Крестанко
3. Брано Прилозний
4. Милан Ягнешак

 Лыжные гонки
1. Мартин Байчичак
2. Иван Баторы
3. Ярослава Букваьёва

 Лыжное двоеборье
1. Михал Пшенко

 Санный спорт
1. Уолтер Марх
2. Любомир Мик
3. Ярослав Славик
4. Вероника Саболова

 Сноуборд
1. Яна Шедова

 Фигурное катание
1. Йозеф Бестендиг
2. Сюзана Бабьакова
3. Ольга Бестендигова

 Хоккей
1. Любош Бартечко
2. Любомир Вишнёвский
3. Михал Гандзуш
4. Мариан Госса
5. Павол Демитра
6. Рихард Капуш
7. Ян Лашак
8. Рихард Линтнер
9. Иван Майески
10. Душан Мило
11. Ярослав Обшут
12. Растислав Павликовский
13. Рихард Павликовский
14. Жигмунд Палффи
15. Ян Пардавы
16. Роберт Петровицки
17. Павол Рыбар
18. Рихард Сехлый
19. Петер Смрек
20. Растислав Станя
21. Ярослав Торок
22. Мирослав Шатан
23. Йозеф Штумпел

 Шорт-трек
1. Матуш Ужак

## Результаты соревнований

### Биатлон
Мужчины
| Соревнование         | Спортсмены    | Стрельба | Время   | Место | Отставание |
| -------------------- | ------------- | -------- | ------- | ----- | ---------- |
| спринт               | Марек Матяшко | 0+1      | 27:12,6 | 39    | +2:21,3    |
| гонка преследования  | Марек Матяшко | 2+0+2+1  | 37:26,0 | 43    | +4:51,4    |
| индивидуальная гонка | Марек Матяшко | 1+0+1+2  | 57:37,8 | 52    | +6:34,5    |

Женщины
| Соревнование         | Спортсмены                                                       | Стрельба                            | Время                                     | Место      | Отставание                          |
| -------------------- | ---------------------------------------------------------------- | ----------------------------------- | ----------------------------------------- | ---------- | ----------------------------------- |
| спринт               | Мартина Яшицова                                                  | 0+0                                 | 22:11,9                                   | 13         | +1:30,5                             |
| спринт               | Сона Михокова                                                    | 0+1                                 | 22:32,1                                   | 21         | +1:50,7                             |
| спринт               | Анна Муринова                                                    | 1+0                                 | 23:10,0                                   | 35         | +2:28,6                             |
| спринт               | Татьяна Кутликова                                                | 3+2                                 | 25:18,3                                   | 64         | +4:36,9                             |
| гонка преследования  | Мартина Яшицова                                                  | 0+0+2+0                             | 33:26,4                                   | 18         | +2:18,7                             |
| гонка преследования  | Сона Михокова                                                    | 1+0+2+0                             | 33:57,4                                   | 21         | +2:49,7                             |
| гонка преследования  | Анна Муринова                                                    | 1+1+0+1                             | 35:14,6                                   | 35         | +4:06,9                             |
| индивидуальная гонка | Мартина Яшицова                                                  | 0+1+0+1                             | 48:47,5                                   | 9          | +1:18,4                             |
| индивидуальная гонка | Сона Михокова                                                    | 0+1+1+1                             | 50:00,7                                   | 14         | +2:31,6                             |
| индивидуальная гонка | Марцела Павковчекова                                             | 1+0+3+0                             | 52:03,7                                   | 33         | +4:34,6                             |
| индивидуальная гонка | Анна Муринова                                                    | 1+2+2+0                             | 54:39,2                                   | 53         | +7:10,1                             |
| эстафета 4×6 км      | Мартина Яшицова Анна Муринова Марцела Павковчекова Сона Михокова | 1+8 0+0 0+0 0+1 0+0 0+2 1+3 0+1 0+1 | 1:30:11,5 22:24,9 21:57,7 23:39,2 22:09,7 | 5 8 4 12 4 | +2:16,5 +52,5 +47,8 +2:13,2 +2:16,5 |

### Бобслей
Мужчины
| Соревнование | Спортсмены                                                     | 1 заезд   | 1 заезд | 2 заезд   | 2 заезд | 3 заезд   | 3 заезд | 4 заезд   | 4 заезд | Итоговый результат | Итоговое место | Отставание |
| Соревнование | Спортсмены                                                     | Результат | Место   | Результат | Место   | Результат | Место   | Результат | Место   | Итоговый результат | Итоговое место | Отставание |
| ------------ | -------------------------------------------------------------- | --------- | ------- | --------- | ------- | --------- | ------- | --------- | ------- | ------------------ | -------------- | ---------- |
| двойки       | Милан Ягнешак Роберт Крестанко                                 | 49,00     | 30      | 48,96     | 30      | 49,28     | 30      | 48,87     | 29      | 3:16,11            | 30             | +6,00      |
| четвёрки     | Милан Ягнешак Брано Прилозний Мариан Вандерка Роберт Крестанко | 47,80     | 24      | 47,88     | 24      | 51,10     | 29      | 48,64     | 22      | 3:15,42            | 24             | +7,91      |

### Лыжные виды спорта

#### Горнолыжный спорт
Мужчины
| Соревнование      | Спортсмены    | Скоростной спуск/ 1 спуск | Скоростной спуск/ 1 спуск | Слалом/ 2 спуск      | Слалом/ 2 спуск      | Всего                | Место                | Отставание           |
| Соревнование      | Спортсмены    | Время                     | Место                     | Время                | Место                | Всего                | Место                | Отставание           |
| ----------------- | ------------- | ------------------------- | ------------------------- | -------------------- | -------------------- | -------------------- | -------------------- | -------------------- |
| скоростной спуск  | Иван Геймшилд | Не проводится             | Не проводится             | Не проводится        | Не проводится        | 1:46,36              | 47                   | +7,23                |
| супергигант       | Иван Геймшилд | Не проводится             | Не проводится             | Не проводится        | Не проводится        | 1:27,74              | 28                   | +6,16                |
| суперкомбинация   | Иван Геймшилд | 1:44,89                   | 23                        | 52,72 / 59,17        | 24                   | 3:36,78              | 24                   | +19,22               |
| суперкомбинация   | Михал Райчан  | DSQ                       | —                         | завершил выступление | завершил выступление | завершил выступление | завершил выступление | завершил выступление |
| слалом            | Михал Райчан  | 52,73                     | 30                        | 55,93                | 18                   | 1:48,66              | 19                   | +7,60                |
| слалом            | Иван Геймшилд | DNF                       | —                         | завершил выступление | завершил выступление | завершил выступление | завершил выступление | завершил выступление |
| гигантский слалом | Иван Геймшилд | DNF                       | —                         | завершил выступление | завершил выступление | завершил выступление | завершил выступление | завершил выступление |

Женщины
| Соревнование      | Спортсмены        | Скоростной спуск/ 1 спуск | Скоростной спуск/ 1 спуск | Слалом/ 2 спуск       | Слалом/ 2 спуск       | Всего                 | Место                 | Отставание            |
| Соревнование      | Спортсмены        | Время                     | Место                     | Время                 | Место                 | Всего                 | Место                 | Отставание            |
| ----------------- | ----------------- | ------------------------- | ------------------------- | --------------------- | --------------------- | --------------------- | --------------------- | --------------------- |
| слалом            | Вероника Зузулова | DNF                       | —                         | завершила выступление | завершила выступление | завершила выступление | завершила выступление | завершила выступление |
| гигантский слалом | Вероника Зузулова | 1:20,54                   | 40                        | 1:18,09               |                       | 2:38,63               | 32                    | +8,62                 |

#### Лыжное двоеборье
Мужчины
| Соревнование              | Спортсмены   | Прыжки с трамплина | Прыжки с трамплина | Лыжная гонка | Лыжная гонка | Лыжная гонка | Итоговое время | Место |
| Соревнование              | Спортсмены   | Результат          | Место              | Гандикап     | Результат    | Место        | Итоговое время | Место |
| ------------------------- | ------------ | ------------------ | ------------------ | ------------ | ------------ | ------------ | -------------- | ----- |
| нормальный трамплин/15 км | Михал Пшенко | 232,0              | 14                 | +2:58        | 43:08,2      | 42           | 46:06,2        | 38    |
| большой трамплин/спринт   | Михал Пшенко | 92,4               | 36                 | +1:58        | 18:09,3      | 39           | 20:07,3        | 39    |

#### Лыжные гонки
Мужчины
| Соревнование                 | Спортсмены      | Результат | Место | Отставание |
| ---------------------------- | --------------- | --------- | ----- | ---------- |
| 15 км классическим стилем    | Иван Баторы     | 39:32,0   | 21    | +2:24,6    |
| 15 км классическим стилем    | Мартин Байчичак | 39:39,4   | 24    | +2:32,0    |
| гонка преследования 10+10 км | Иван Баторы     | 51:12,7   | 25    | +1:23,8    |
| гонка преследования 10+10 км | Мартин Байчичак | 53:37,0   | 50    | +3:48,1    |
| 30 км свободным стилем       | Мартин Байчичак | 1:16:08,5 | 32    | +6:39,6    |
| 50 км классическим стилем    | Мартин Байчичак | 2:13:07,9 | 12    | +6:47,1    |
| 50 км классическим стилем    | Иван Баторы     | 2:17:25,2 | 25    | +11:04,4   |

Женщины
| Соревнование               | Спортсмены         | Результат | Место | Отставание |
| -------------------------- | ------------------ | --------- | ----- | ---------- |
| 10 км классическим стилем  | Ярослава Букваьёва | 31:50,5   | 46    | +3:44,9    |
| гонка преследования 5+5 км | Ярослава Букваьёва | 14:42,9   | 58    | —          |

#### Сноуборд
Женщины
Слалом
| Соревнование                   | Спортсмены | Квалификация | Квалификация | 1/8 финала                 | Четвертьфинал         | Полуфинал             | Финал                 | Место                 |
| Соревнование                   | Спортсмены | Результат    | Место        | Соперник Результат         | Соперник Результат    | Соперник Результат    | Соперник Результат    | Место                 |
| ------------------------------ | ---------- | ------------ | ------------ | -------------------------- | --------------------- | --------------------- | --------------------- | --------------------- |
| параллельный гигантский слалом | Яна Шедова | 49,92        | 14 Q         | ITAЛ. Треттель (3) П +2,11 | завершила выступление | завершила выступление | завершила выступление | завершила выступление |

### Санный спорт
Мужчины
| Соревнование | Спортсмены              | 1 заезд   | 1 заезд | 2 заезд   | 2 заезд | 3 заезд       | 3 заезд       | 4 заезд       | 4 заезд       | Итоговый результат | Итоговое место | Отставание |
| Соревнование | Спортсмены              | Результат | Место   | Результат | Место   | Результат     | Место         | Результат     | Место         | Итоговый результат | Итоговое место | Отставание |
| ------------ | ----------------------- | --------- | ------- | --------- | ------- | ------------- | ------------- | ------------- | ------------- | ------------------ | -------------- | ---------- |
| одиночки     | Ярослав Славик          | 45,104    | 18      | 45,017    | 13      | 44,762        | 15            | 45,180        | 19            | 3:00,063           | 16             | +2,122     |
| одиночки     | Любомир Мик             | 47,207    | 42      | 46,333    | 35      | 45,803        | 31            | 46,475        | 38            | 3:05,818           | 35             | +7,877     |
| двойки       | Любомир Мик Уолтер Марх | 43,248    | 6       | 43,458    | 10      | Не проводится | Не проводится | Не проводится | Не проводится | 1:26,706           | 9              | +0,624     |

Женщины
| Соревнование | Спортсмены        | 1 заезд   | 1 заезд | 2 заезд   | 2 заезд | 3 заезд   | 3 заезд | 4 заезд   | 4 заезд | Итоговый результат | Итоговое место | Отставание |
| Соревнование | Спортсмены        | Результат | Место   | Результат | Место   | Результат | Место   | Результат | Место   | Итоговый результат | Итоговое место | Отставание |
| ------------ | ----------------- | --------- | ------- | --------- | ------- | --------- | ------- | --------- | ------- | ------------------ | -------------- | ---------- |
| одиночки     | Вероника Саболова | 44,021    | 15      | 44,113    | 24      | 43,947    | 19      | 44,231    | 24      | 2:56,312           | 21             | +3,848     |

### Коньковые виды спорта

#### Фигурное катание
| Соревнование              | Спортсмены                         | Короткая программа | Короткая программа | Произвольная программа | Произвольная программа | Всего | Всего |
| Соревнование              | Спортсмены                         | Результат          | Место              | Результат              | Место                  | Всего | Место |
| ------------------------- | ---------------------------------- | ------------------ | ------------------ | ---------------------- | ---------------------- | ----- | ----- |
| женское одиночное катание | Сюзанна Бабьакова                  | 10,0               | 20                 | 21,0                   | 21                     | 31,0  | 21    |
| парное катание            | Ольга Бестендигова Йозеф Бестендиг | 8,5                | 17                 | 17,0                   | 17                     | 25,5  | 17    |

#### Шорт-трек
Мужчины
| Соревнование | Спортсмены | Отборочный раунд | Отборочный раунд | Отборочный раунд | Четвертьфинал        | Четвертьфинал        | Четвертьфинал        | Полуфинал            | Полуфинал            | Полуфинал            | Финал                | Финал                | Итоговое место |
| Соревнование | Спортсмены | Забег            | Результат        | Место            | Забег                | Результат            | Место                | Забег                | Результат            | Место                | Результат            | Место                | Итоговое место |
| ------------ | ---------- | ---------------- | ---------------- | ---------------- | -------------------- | -------------------- | -------------------- | -------------------- | -------------------- | -------------------- | -------------------- | -------------------- | -------------- |
| 500 метров   | Матуш Ужак | 1                | 44,499           | 3                | завершил выступление | завершил выступление | завершил выступление | завершил выступление | завершил выступление | завершил выступление | завершил выступление | завершил выступление | 24             |
| 1000 метров  | Матуш Ужак | 5                | 2:17,608         | 4                | завершил выступление | завершил выступление | завершил выступление | завершил выступление | завершил выступление | завершил выступление | завершил выступление | завершил выступление | 29             |
| 1500 метров  | Матуш Ужак | 6                | 2:22,557         | 4                | завершил выступление | завершил выступление | завершил выступление | завершил выступление | завершил выступление | завершил выступление | завершил выступление | завершил выступление | 19             |

### Хоккей
| Номер | Имя                    | Позиция    | Хват   | Рост, см | Вес, кг | Дата рождения | Клуб                |
| ----- | ---------------------- | ---------- | ------ | -------- | ------- | ------------- | ------------------- |
| 4     | Петер Смарек           | Защитник   | Левый  | 183      | 98      | 16.02.1979    | Нью-Йорк Рейнджерс  |
| 5     | Ярослав Обушт          | Защитник   | Левый  | 186      | 95      | 03.09.1976    | Колорадо Эвеланш    |
| 11    | Душан Мило             | Защитник   | Левый  | 176      | 85      | 05.03.1973    | ХКМ Зволен          |
| 15    | Йозеф Штумпел          | Нападающий | Правый | 190      | 100     | 20.07.1972    | Бостон Брюинз       |
| 17    | Любомир Вишнёвский     | Защитник   | Левый  | 177      | 83      | 11.08.1976    | Лос-Анджелес Кингз  |
| 18    | Мирослав Шатан         | Нападающий | Левый  | 188      | 89      | 22.10.1974    | Баффало Сейбрз      |
| 19    | Растислав Павликовский | Нападающий | Левый  | 180      | 90      | 02.03.1977    | ХВ71                |
| 22    | Иван Майески           | Защитник   | Правый | 194      | 104     | 02.09.1976    | Ильвес              |
| 23    | Любош Бартечко         | Нападающий | Левый  | 181      | 92      | 14.07.1976    | Атланта Трэшерз     |
| 24    | Ян Пардавы             | Нападающий | Левый  | 180      | 89      | 08.09.1971    | Юргорден            |
| 25    | Ян Лашак               | Вратарь    | Левый  | 184      | 91      | 10.04.1979    | Милуоки Эдмиралс    |
| 26    | Михал Гандзуш          | Нападающий | Левый  | 188      | 90      | 11.03.1977    | Финикс Койотис      |
| 29    | Павол Рабар            | Вратарь    | Левый  | 181      | 84      | 12.10.1971    | Слован (Братислава) |
| 30    | Рихард Капуш           | Нападающий | Левый  | 182      | 91      | 09.02.1973    | Слован (Братислава) |
| 31    | Растислав Станя        | Вратарь    | Левый  | 186      | 82      | 10.01.1980    | Ричмонд Ренегейдс   |
| 33    | Жигмунд Палффи         | Нападающий | Левый  | 175      | 80      | 05.05.1972    | Лос-Анджелес Кингз  |
| 38    | Павол Демитра          | Нападающий | Левый  | 180      | 82      | 29.11.1974    | Сент-Луис Блюз      |
| 39    | Роберт Петровицки      | Нападающий | Левый  | 181      | 81      | 26.10.1973    | Амбри-Пиотта        |
| 41    | Рихард Линтнер         | Защитник   | Правый | 190      | 94      | 15.11.1977    | МОДО                |
| 42    | Рихард Сехный          | Нападающий | Левый  | 196      | 103     | 19.10.1971    | ХКМ Зволен          |
| 50    | Рихард Павликовский    | Защитник   | Правый | 181      | 89      | 03.03.1975    | ХВ71                |
| 72    | Ярослав Торок          | Нападающий | Левый  | 182      | 88      | 01.12.1971    | ХКМ Зволен          |
| 81    | Мариан Госса           | Нападающий | Левый  | 190      | 90      | 12.01.1979    | Оттава Сенаторз     |

| Должность         | Имя               | Гражданство | Дата рождения |
| ----------------- | ----------------- | ----------- | ------------- |
| Главный тренер    | Ян Филк           | Словакия    | 19.03.1953    |
| Ассистент тренера | Эрнест Бокрош     | Словакия    | 25.08.1959    |
| Ассистент тренера | Владимир Штястный | Словакия    | 10.05.1945    |

Мужчины
Предварительный турнир
Группа А
|  | Команды, выходящие в финальный турнир            |
|  | Команды, выходящие в классификацию за 9-14 места |

| М | Сборная  | И | В | Н | П | ШЗ | ШП | РШ | О |
| - | -------- | - | - | - | - | -- | -- | -- | - |
| 1 | Германия | 3 | 3 | 0 | 0 | 10 | 3  | +7 | 6 |
| 2 | Латвия   | 3 | 1 | 1 | 1 | 11 | 12 | -1 | 3 |
| 3 | Австрия  | 3 | 1 | 0 | 2 | 7  | 9  | -2 | 2 |
| 4 | Словакия | 3 | 0 | 1 | 2 | 8  | 12 | -4 | 1 |

Время местное (UTC-7).
| 9 февраля 2002 16:05 | Словакия | 0:3 (0:0, 0:2, 0:1) | Германия | Е-центр, Уэст-Валли-Сити |

| Отчёт | Отчёт | Отчёт | Отчёт | Отчёт |
| ----- | ----- | ----- | ----- | ----- |
|       |       |       |       |       |
|       |       |       |       |       |
|       |       |       |       |       |
|       |       |       |       |       |
|       |       |       |       |       |
|       |       |       |       |       |
|       |       |       |       |       |
|       |       |       |       |       |
|       |       |       |       |       |

| 10 февраля 2002 19:00 | Латвия | 6:6 (2:2, 2:4, 2:0) | Словакия | Е-центр, Уэст-Валли-Сити |

| Отчёт | Отчёт | Отчёт | Отчёт | Отчёт |
| ----- | ----- | ----- | ----- | ----- |
|       |       |       |       |       |
|       |       |       |       |       |
|       |       |       |       |       |
|       |       |       |       |       |
|       |       |       |       |       |
|       |       |       |       |       |
|       |       |       |       |       |
|       |       |       |       |       |
|       |       |       |       |       |

| 12 февраля 2002 16:05 | Словакия | 2:3 (1:1, 1:1, 0:1) | Австрия | Е-центр, Уэст-Валли-Сити |

| Отчёт | Отчёт | Отчёт | Отчёт | Отчёт |
| ----- | ----- | ----- | ----- | ----- |
|       |       |       |       |       |
|       |       |       |       |       |
|       |       |       |       |       |
|       |       |       |       |       |
|       |       |       |       |       |
|       |       |       |       |       |
|       |       |       |       |       |
|       |       |       |       |       |
|       |       |       |       |       |

Матч за 13-14 места
| 14 февраля 2002 21:00 | Словакия | 7:1 (1:0, 2:0, 4:1) | Франция | Пикс Айс Арена, Прово |

| Отчёт | Отчёт | Отчёт | Отчёт | Отчёт |
| ----- | ----- | ----- | ----- | ----- |
|       |       |       |       |       |
|       |       |       |       |       |
|       |       |       |       |       |
|       |       |       |       |       |
|       |       |       |       |       |
|       |       |       |       |       |
|       |       |       |       |       |
|       |       |       |       |       |
|       |       |       |       |       |

Итог: сборная Словакии заняла на турнире итоговое 13-е место